# East Cape Girardeau
East Cape Girardeau ist ein Village im Alexander County im Süden des US-amerikanischen Bundesstaates Illinois am Mississippi River. Im Jahre 2020 hatte East Cape Girardeau 289 Einwohner.

## Geschichte
East Cape Girardeau wurde 1975 inkorporiert.

## Geografie
Die Stadt erstreckt sich über eine Fläche von 5,0 km², die ausschließlich aus Landfläche besteht.
East Cape Girardeau liegt am Ostufer des Mississippi River, der die Grenze nach Missouri bildet. Dort befindet sich am Westufer des Flusses die wesentlich größere Stadt Cape Girardeau. Beide Städte werden über die Bill Emerson Memorial Bridge verbunden.
Durch East Cape Girardeau führt die Illinois State Route 146, die hier die weiter östlich verlaufende Illinois State Route 3 mit der Brücke nach Missouri verbindet.
East Cape Girardeau liegt 53,5 km nordwestlich von Fort Defiance bei Cairo, wo an der Nahtstelle der Staaten Illinois, Missouri und Kentucky der Ohio River in den Mississippi River mündet.
St. Louis liegt 190 km in nordnordöstlicher Richtung, Illinois’ Hauptstadt Springfield 318 km im Norden, Indianas Hauptstadt Indianapolis 491 km im Nordosten, Kentuckys größte Stadt Louisville liegt 406 km in ostnordöstlicher Richtung, Tennessees Hauptstadt Nashville 327 km im Südosten, Memphis in Tennessee 278 km in südsüdwestlicher Richtung und Missouris Hauptstadt Jefferson City 333 km im Nordwesten.

## Demografische Daten
Bei der Volkszählung im Jahre 2000 wurde eine Einwohnerzahl von 437 ermittelt. Diese verteilten sich auf 196 Haushalte in 130 Familien. Die Bevölkerungsdichte lag bei 85,6/km². Es gab 235 Gebäude, was einer Bebauungsdichte von 46,1/km² entsprach.
Die Bevölkerung bestand im Jahre 2000 aus 97,25 % Weißen, 0,69 % Afroamerikanern, 0,23 % Asiaten und 1,14 % anderen. 0,69 % gaben an, von mindestens zwei dieser Gruppen abzustammen. 2,29 % der Bevölkerung bestand aus Hispanics, die verschiedenen der genannten Gruppen angehörten.
22,7 % waren unter 18 Jahren, 8,2 % zwischen 18 und 24, 27,9 % von 25 bis 44, 25,6 % von 45 bis 64 und 15,6 % 65 und älter. Das durchschnittliche Alter lag bei 39 Jahren. Auf 100 Frauen kamen statistisch 95,1 Männer, bei den über 18-Jährigen 94,3.
Das durchschnittliche Einkommen pro Haushalt betrug $29.688, das durchschnittliche Familieneinkommen $33.897. Das Einkommen der Männer lag durchschnittlich bei $31.932, das der Frauen bei $16.875. Das Pro-Kopf-Einkommen belief sich auf $14.420. Rund 10,9 % der Familien und 10,5 % der Gesamtbevölkerung lagen mit ihrem Einkommen unter der Armutsgrenze.